# Solar dos Brito Gondim
O Solar dos Brito Gondim é uma edificação localizada em Caetité, município do estado brasileiro da Bahia, integra a lista dos bens tombados pelo estado, e considerado o "embrião da cidade", no registro do historiador Erivaldo Fagundes Neves.

## Histórico
A casa era a sede da "Fazenda Alegre", em torno da qual veio a se desenvolver a cidade, originariamente constituída no "Caetité Velho", quando para lá se mudou Francisco de Brito Gondim e sua mulher Custódia Maria do Sacramento, vindos do Vale do Rio Pardo e se instalado nas nascentes do rio São João. A fazenda, contudo, pertencia a Joana da Silva Guedes de Brito e Manuel de Saldanha da Gama (sesmaria da Casa da Ponte).
Nela hospedou-se o Conde dos Arcos (Marcos José de Noronha e Brito) quando este, então governador de Goiás, fora nomeado vice-rei do Brasil-Colônia e se deslocava até Salvador durante o governo do Marquês de Pombal, em 1755. 
A fazenda foi ao longo do tempo sendo desmembrada em várias partes (a exemplo do "Sítio dos Montes", que chegou a pertencer ao Comendador João Caetano Xavier da Silva Pereira, ou o "sítio Gambá" que pertenceu a Alexandre Pinto Montenegro depois de haver passado por Francisco de Oliveira Borges e Belchior Xavier da Silva, no século XIX).

## Tombamento estadual
Foi tombada pelo Instituto do Patrimônio Artístico e Cultural da Bahia (IPAC) em 2008, através do processo de número 0607080014270/08-05, com o nome de "Casa à Praça Rodrigues Lima, nº 105".
A edificação encontra-se estável, porém ocorreram intervenções diversas em seus espaços internos que prejudicaram a percepção das características originais dos ambientes. Entretanto essas intervenções são facilmente identificadas e poderão ser removidas do monumento. Externamente o imóvel mantém-se íntegro.